# Salzach (dopływ Inn)
Salzach – rzeka w Austrii oraz w Niemczech, prawy dopływ Innu.
Większe miasto nad rzeką Salzach to Salzburg.